# جانگجیاکو
جانگجیاکو (به لاتین: Zhangjiakou) یک شهر مرکزی در جمهوری خلق چین است که در هبئی واقع شده‌است.

## خصوصیات
جانگجیاکو ۳۶٬۸۶۱٫۵۶ کیلومترمربع مساحت و ۴٬۳۴۵٬۴۸۵ نفر جمعیت دارد و ۷۱۶ متر بالاتر از سطح دریا واقع شده‌است.